# Marjan Faritous
Marjan Faritous (Teherán, 8 de agosto de 1982) es una actriz pornográfica iraní.

## Biografía
Marjan Faritous, más conocida por su nombre artístico Persia Pele, es una actriz porno iraní nacida en Teherán en 1982. Poco después de su nacimiento, en mitad de la delicada situación política que atravesaba el país tras su conversión en República islamista y con la contienda abierta contra Irak, su familia se trasladó a Florencia (Italia) y Estocolmo (Suecia), buscando refugio. Finalmente, en 1984 se asentaron en San Francisco (Estados Unidos), donde estudió la secundaria y acudió a una escuela de artes para pasar después a un conservatorio para continuar su formación.
En el año 2000 se trasladó hasta Los Angeles, donde 8 años más tarde fue descubierta como actriz porno y comenzó su periplo por el cine X con el alias de Persia Pele. Comenzó a rodar escenas y películas para productoras como Vivid, Wicked, Penthouse, Reality Kings, Naughty America, Bang Bros, Girlfriends Films o Brazzers. En 2010 fue nominada en los Premios AVN a la Artista MILF del año, siendo la primera actriz de origen persa en estarlo.
En el 2009 participó en la película MILFs Lovin' MILFs 3, dirigida por Mario Rossi y coprotagonizada por Ava Addams, Janet Mason, Nikita Von James, Tanya Tate, Zoey Holloway y Austin Kincaid.
Marjan Faritous se retiró en 2013, habiendo aparecido en más de 130 películas entre originales y compilaciones.

## Premios y nominaciones
| Año  | Ceremonia   | Resultado | Premio               | Trabajo |
| ---- | ----------- | --------- | -------------------- | ------- |
| 2010 | Premios AVN | Nominada  | Artista MILF del año | —       |